# Teofila Ludwika Zasławska
Teofila Ludwika z Zasławskich primo voto Wiśniowiecka secundo voto Lubomirska (ur. 1654, zm. 15 listopada 1709) – polska księżna, córka wojewody krakowskiego Władysława Dominika Zasławskiego-Ostrogskiego i Katarzyny Sobieskiej, siostry króla polskiego Jana III. V ordynatka ostrogska. 

## Życiorys

### Małżeństwo z Wiśniowieckim
10 maja 1671 poślubiła w kaplicy na zamku w Ujazdowie księcia Dymitra Jerzego Wiśniowieckiego. Zgodnie z intercyzą ślubną młoda małżonka wniosła mężowi bogaty posag wynoszący 150 000 zł w pieniądzach, zabezpieczonych na Łokaczu i Turzysku, a także 100 000 zł w klejnotach. W zamian książę Dymitr zapisał jej podwójną sumę tegoż posagu na swych majętnościach. Małżeństwo nie było jednak szczęśliwe. Książę zaniedbywał żoną, wdając się w Lublinie w romans z niejaką Konkordią. Wkrótce jednak relacje małżonków uległy poprawie. Po nagłej śmierci brata Aleksandra księżna Teofila odziedziczyła prawie całą ordynację ostrogską, na którą składały się liczne klucze oraz pałac w Lublinie. 28 lipca 1682 w Lublinie zmarł książę Wiśniowiecki i księżna Wiśniowiecka została wdową.

### Walka o spadek po mężu
Teofila bardzo przeżyła śmierć męża, jednak jej żałoba nie trwała długo. Już w listopadzie 1682 królowa Maria Kazimiera Sobieska próbowała wyswatać Teofilę ze swoim bratem Anne Louis d’Arquien, hrabią Maligny. W styczniu 1683 wyprawiła mężowi godny pogrzeb, a kilka miesięcy później poślubiła starostę sandomierskiego Józefa Karola Lubomirskiego. Dzięki temu małżeństwu ród Lubomirskich wycofał się z roszczeń o ordynację ostrogską. Drugiemu mężowi wniosła w posagu nie tylko własności Ostrogskich, lecz również wszystkie majętności pierwszego męża, które otrzymała po nim w testamencie. Rodzina Dymitra podjęła walkę o obalenie testamentu. W 1688 Teofila została skazana na banicję, gdy usiłowała zatrzymać sobie Załoźce, przyznane Wiśniowieckim przez Trybunał Lubelski. W 1694 przekazała im resztę majętności z wyjątkiem Baranowa, który zachowała do śmierci.

### Relacje z drugim mężem
Drugie małżeństwo zapowiadało się dość szczęśliwie. Wkrótce zaczęło przychodzić na świat potomstwo: Aleksander, Teresa, Marianna oraz zmarły w dzieciństwie Jan. Księżna Lubomirska często gościła wraz z dziećmi u swego wuja Jana III Sobieskiego w rezydencji królewskiej w Wilanowie. Dokonała również rozbudowy swojego pałacu w Baranowie, zgodnie z projektem Tylmana z Gameren. Wkrótce mąż Teofili stał się marszałkiem wielkim koronnym, co znacznie zwiększyło prestiż rodu. W 1695 doszło do nagłego pogorszenia relacji małżonków i skandalu obyczajowego z udziałem księcia Lubomirskiego, który znalazł sobie kochankę o nazwisku Korzeniowska. Teofila próbowała ubezwłasnowolnić męża, którego uważała za niepełnego władz umysłowych. Orzeczono separację małżonków, jednak bez rozwodu. Józef Karol nie rozstał się z konkubiną, narażając się na klątwę kościelną. Teofila poświęciła się wychowywaniu dzieci i utrzymywaniu swych majętności. W 1701 wydała córkę Teresę za Karola III Filipa Wittelsbacha, przyszłego elektora Palatynatu. W grudniu 1702 Teofila została po raz kolejny wdową. Pogrzeb drugiego męża księżnej odbył się 22 maja 1703.

### Ostatnie lata
Teofila przez ostatnie lata życia zajmowała się działalnością charytatywną, między innymi opiekując się szkołami. Zmarła podczas podróży z córką Marianną do Wrocławia i Ołomuńca. Ordynacja ostrogska przeszła w ręce jej syna Aleksandra, a następnie, po jego bezpotomnej śmierci, na zięcia Teofili Pawła Sanguszkę.

## Wywód przodków
| 4. Aleksander Zasławski         |  |                                          |  |  |                               |
|                                 |  | 2. Władysław Dominik Zasławski-Ostrogski |  |  |                               |
| 5. Eufrozyna Ostrogska          |  |                                          |  |  |                               |
|                                 |  |                                          |  |  | 1. Teofilia Ludwika Zasławska |
| 6. Jakub Sobieski               |  |                                          |  |  |                               |
|                                 |  | 3. Katarzyna Sobieska                    |  |  |                               |
| 7. Zofia Teofila Daniłowiczówna |  |                                          |  |  |                               |
|                                 |  |                                          |  |  |                               |